# 7 de diciembre
El 7 de diciembre es el 341.º (tricentésimo cuadragésimo primer) día del año en el calendario gregoriano y el 342.º en los años bisiestos. Quedan 24 días para finalizar el año.

## Acontecimientos
- 43 a. C.: en Roma es asesinado Cicerón.
- 574: el emperador Justino II se retira debido a recurrentes ataques de locura. Abdica el trono a favor de su general Tiberio II Constantino, proclamándolo César.
- 1492: en Barcelona, el rey Fernando II de Aragón resulta herido en un atentado llevado a cabo por Juan de Cañamares.
- 1585: los días 7 y 8 de diciembre en Países Bajos se produce el Milagro de Empel (se congela la superficie del río Mosa, lo que permite que el ejército español venza a los defensores neerlandeses), por el cual una estatuilla de la «Inmaculada Concepción» (la Virgen María) es proclamada patrona de los Tercios españoles.
- 1587: finaliza el primer conflicto del denominado Pleito de los naturales por la posesión de la imagen de la Virgen de Candelaria, patrona de Canarias.
- 1703: entre el 5 y el 9 de diciembre («24 a 28 de noviembre» según el calendario juliano vigente todavía en esas fechas en Inglaterra) en las islas británicas se produce la Gran Tormenta de 1703 ―la más violenta registrada en la Historia de la región―. Comenzó el 5 de diciembre, abarcando un área de 500 km de anchura, desde Gales, el centro y el sur de Inglaterra, el mar del Norte, los Países Bajos y el norte de Alemania. Se informaron tornados. El periodista y escritor británico Daniel Defoe (autor de Robinson Crusoe) escribió que fue «la más terrible tormenta que haya visto el mundo». Se hundieron muchos barcos de las flotas de guerra neerlandesas y británicas, con centenares de ahogados. En muchos lugares se produjeron marejadas ciclónicas. Las inundaciones generadas ahogaron a un número indeterminado de personas (entre 8000 y 15 000).
- 1724: en la ciudad de Toruń, en el norte de Polonia, suceden los tumultos de Toruń debido a que el Gobierno católico mandó asesinar al alcalde luterano de esta ciudad y a otros nueve religiosos luteranos.
- 1732: en el barrio de Covent Garden (Londres) se inaugura la Royal Opera House.
- 1760: en Venezuela, el fraile capuchino Lucas de Zaragoza funda la localidad de Maturín.
- 1787: en Estados Unidos, el estado de Delaware es el primero que ratifica la constitución.
- 1848: en Costa Rica se funda el cantón de San José.
- 1862: en el condado de Washington (Arkansas) ―en el marco de la guerra de Secesión― el ejército estadounidense vence a los esclavistas confederados en la batalla de Prairie Grove.
- 1869: en Gallatin (Misuri), el delincuente estadounidense Jesse James (1847-1882) comete su primer robo a un banco.
- 1895: los etíopes derrotan al ejército invasor italiano en Amba Alagi.
- 1917: en el marco de la Primera Guerra Mundial, Estados Unidos le declara la guerra al Imperio austrohúngaro.
- 1927: en la Patagonia argentina se funda la ciudad de El Calafate (ciudad donde se encuentra el glaciar Perito Moreno).
- 1930: en Boston (Massachusetts), el canal de televisión W1XAV (el segundo de esa ciudad, transmitiendo a 48 líneas verticales y 15 cuadros por segundo) difunde un video del programa de música de la radio CBS, The fox trappers. Esta emisión también incluye el primer comercial de televisión en los Estados Unidos, una publicidad de I. J. Fox Furriers, que patrocinaba el programa.
- 1931: en Nueva York se estrena la película Arrowsmith, dirigida por John Ford y protagonizada por Ronald Colman.
- 1933: a 400 km al noroeste de Asunción y 60 km al norte de la frontera con Argentina, comienza el Cerco de Campo Vía, que terminará cuatro días después, en que el ejército paraguayo vencerá al ejército boliviano.
- 1939: En el marco de la guerra de invierno, comienza la batalla de Suomassalmi, una gran victoria para Finlandia, donde perderían la vida más de 27 000 soviéticos.
- 1941: en Hawái, la Armada Imperial Japonesa lanza su ataque a Pearl Harbor.
- 1943: en Trento (Italia), Chiara Lubich funda el Movimiento de los Focolares.
- 1944: en Chicago se celebra el Convenio sobre Aviación Civil Internacional y se crea la Organización de Aviación Civil Internacional.
- 1946: en Atlanta (Georgia) se incendia el hotel Winecoff. Mueren 119 personas. Fue el incendio de un hotel con más víctimas en la Historia de Estados Unidos.
- 1949: en el marco de la guerra civil china, el gobierno de la República de China se traslada desde Nankín a Taipéi (en la isla de Taiwán).
- 1953: dimite el jefe de Gobierno israelí David Ben-Gurión.
- 1960: en el barrio Santiago de Cartagena de la ciudad de Cienfuegos (Cuba), la banda de los terroristas cubanos Carlos González Garnica y Valeriano Vale Montenegro Rodríguez ―en el marco de los ataques terroristas organizados por la CIA estadounidense― asesinan al miliciano Norberto Morales Ramírez.
- 1962: en un túnel a 303 metros bajo tierra, en el área U3ba del Sitio de pruebas atómicas de Nevada (a unos 100 km al noroeste de la ciudad de Las Vegas), a las 11:00 (hora local) Estados Unidos detona su bomba atómica Tendrac, de menos de 20 kt. Es la bomba n.º 300 de las 1129 que Estados Unidos detonó entre 1945 y 1992.
- 1965: Pablo VI (papa de Roma) y Atenágoras I (patriarca de Constantinopla) firman una declaración conjunta católico-ortodoxa en la que simultáneamente revocan las excomuniones mutua que se mantenían desde el año 1054.
- 1966: Siria pide el derrocamiento del rey Hussein de Jordania.
- 1971: en Pakistán el presidente Yahya Khan (responsable del Genocidio de Bangladés) anuncia la formación de un gobierno de coalición, con Nurul Amin como primer ministro y Zulfikar Ali Bhutto como vice primer ministro.
- 1972: desde Cabo Cañaveral (Florida), la NASA estadounidense lanza la nave Apolo 17, la última misión del programa lunar Apolo.
- 1973: se publica Rock the Boat por The Hues Corporation, canción que se convirtió en un disco de oro.
- 1975: Indonesia invade Timor Oriental.
- 1982: en la aldea Las Dos Erres, en el departamento guatemalteco de La Libertad (Petén), el Gobierno del dictador Efraín Ríos Montt lleva a cabo el segundo día de la Masacre de Las Dos Erres, en que torturarán y asesinarán a toda la población de la aldea (más de 400 personas).
- 1982: en Huntsville (Texas) se realiza la primera ejecución mediante inyección letal en los Estados Unidos.
- 1983: en el aeropuerto de Madrid-Barajas (Madrid), un accidente aéreo deja 93 muertos.
- 1987: en Lima (Perú) sucede la Tragedia aérea de Alianza Lima.
- 1988: en Armenia ocurre el terremoto de Spitak, que destruye varias ciudades y causa más de 70 000 muertos.
- 1993: en Garden City (Nueva York), un pasajero del ferrocarril de Long Island asesina a 6 personas y hiere a 19.
- 1995: tras seis años de viaje, la sonda atmosférica de la misión Galileo penetra en la atmósfera del planeta Júpiter.
- 1997: en México, el equipo de fútbol Cruz Azul gana su octavo campeonato.
- 1999: la empresa discográfica A&M Records realiza una demanda contra el servicio de internet Napster (que servía para compartir archivos mediante el método peer-to-peer) por infracción de derechos de autor.
- 2001: lanzamiento del satélite artificial TIMED, dedicado al estudio de las capas altas de la atmósfera.
- 2003: en Uruguay se realiza un referéndum de ANCAP, en el que ganará el voto positivo.
- 2005: en el Aeropuerto Internacional de Miami, un grupo de policías federales matan a tiros al pasajero costarricense Rigoberto Alpízar, quien había dicho que tenía una bomba, lo que resultó no ser cierto.
- 2005: en la Playa de las Américas (Tenerife) la policía española captura al genocida croata Ante Gotovina.
- 2009: en Copenhague (Dinamarca) comienza el primer día de debates de la XV Conferencia sobre el Cambio Climático de la ONU.
- 2015: debate de cuatro fuerzas políticas: Soraya Sáenz de Santamaría del Partido Popular, el líder de Ciudadanos-Partido de la Ciudadanía, el líder de Partido Socialista Obrero Español y el líder de Podemos.
- 2015: en Tayikistán se registra un terremoto que mide 7.6 en la Escala de Richter dejó 2 muertos y algunos daños.
- 2018: Nintendo lanza la quinta entrega de Super Smash Bros para Nintendo Switch, Super Smash Bros. Ultimate
- 2022:
  - Pedro Castillo, presidente del Perú intenta hacer un autogolpe de estado con resultado fallido.
  - El Congreso de la República del Perú, destituye al presidente Castillo por incapacidad moral con 102 votos a favor y 6 en contra.
  - Tras la vacancia de Pedro Castillo, Dina Boluarte se convierte en la primera Presidenta de la República del Perú
  - El expresidente Castillo, es detenido por la Policía, mientras intentaba escapar hacia la embajada de México, solicitando asilo político.
  - El Deportivo Pereira es campeón del Fútbol Profesional Colombiano por primera vez en su historia.

## Nacimientos
- 521: Columba de Iona, misionero, monje y santo irlandés (f. 597).
- 903: Abd Al-Rahman Al Sufi, astrónomo persa (f. 986).
- 1302: Azzone Visconti, aristócrata milanés (f. 1339).
- 1545: Enrique Estuardo, Lord Darnley, aristócrata británico (f. 1567).
- 1561: Kikkawa Hiroie, terrateniente japonés (f. 1625).
- 1598: Gian Lorenzo Bernini, escultor y pintor italiano (f. 1680).
- 1637: Bernardo Pasquini, compositor italiano (f. 1710).
- 1647: Giovanni Ceva, matemático italiano (f. 1734).
- 1722: Joseph Franz von Lobkowitz, músico y mecenas alemán (f. 1816).
- 1764: Claude-Victor Perrin, mariscal francés (f. 1841).
- 1784: Allan Cunningham, escritor y poeta británico (f. 1842).
- 1801: Johann Nestroy, actor y dramaturgo austriaco (f. 1862).
- 1810: Theodor Schwann, biólogo y fisiólogo alemán, descubridor de la pepsina (f. 1882).
- 1815: Jacques Nicolas Ernest Germain de Saint-Pierre, médico y botánico francés (f. 1882).
- 1823: Leopold Kronecker, matemático alemán (f. 1891).
- 1827: Teodoro Cottrau, compositor italiano (f. 1879).
- 1830: Luigi Cremona, matemático italiano (f. 1903).
- 1834: Concepción Agramonte, patriota independentista cubana (f. 1922).
- 1863: Pietro Mascagni, compositor italiano (f. 1945).
- 1873: Willa Cather, escritora estadounidense (f. 1947).
- 1879: Rudolf Friml, compositor checoestadounidense (f. 1972).
- 1886: Ercilia Pepín, primera maestra e intelectual dominicana (f. 1939)
- 1887: Ernst Toch, compositor austriaco (f. 1964).
- 1888: Joyce Cary, escritor irlandés (f. 1957).
- 1889: Gabriel Marcel, filósofo católico, dramaturgo y crítico francés (f. 1973).
- 1892: Stuart Davis, pintor estadounidense (f. 1964).
- 1893: Hermann Balck, militar alemán (f. 1982).
- 1893: Fay Bainter, actriz estadounidense (f. 1968).
- 1896: Julio Prieto Nespereira, pintor español (f. 1991).
- 1899: Guillermo Battaglia, actor argentino (f. 1988).
- 1903: Danilo Blanuša, matemático croata (f. 1987).
- 1904: Clarence Nash, actor estadounidense de doblaje (f. 1985).
- 1905: Gerard Kuiper, astrónomo neerlandés-estadounidense (f. 1973).
- 1907: Antonio León Ortega, escultor español (f. 1991).
- 1910: Vere Cornwall Bird, político caribeño (f. 1999).
- 1910: Louis Prima, cantante, compositor, trompetista y actor estadounidense (f. 1978).
- 1910: Edmundo Ros, director de orquesta y músico trinitario (f. 2011).
- 1914: Alberto Castillo, cantante de tango y actor argentino (f. 2002).
- 1915: Leigh Brackett, escritor y guionista estadounidense (f. 1978).
- 1915: Eli Wallach, actor estadounidense (f. 2014).
- 1917: Alfredo Hurtado, actor español (f. 1965).
- 1918: Max Merkel, futbolista y técnico austríaco (f. 2006).
- 1920: Fiorenzo Magni, ciclista italiano (f. 2012).
- 1920: Walter Nowotny, piloto austriaco (f. 1944).
- 1920: Manuel Pereira da Silva, escultor portugués (f. 2003).
- 1921: Tilda Thamar, actriz argentina (f. 1989).
- 1923: Ted Knight, actor estadounidense (f. 1986).
- 1924: Mário Soares, político portugués, presidente entre 1986 y 1996 (f. 2017).
- 1924: John Love, piloto de automovilismo (f. 2005).
- 1925: Hermano da Silva Ramos, piloto brasileño de automovilismo.
- 1926: Rino Ferrario, futbolista italiano (f. 2012).
- 1927: Helen Watts, cantante británica de ópera (f. 2009).
- 1928: Noam Chomsky, filósofo, disidente político y lingüista estadounidense.
- 1932: Bartomeu Melià, jesuita, lingüista y antropólogo español (f. 2019).
- 1932: Ellen Burstyn, actriz estadounidense.
- 1932: Rosemary Rogers, escritora ceilandesa-estadounidense (f. 2019).
- 1933: José María Portell, periodista español (f. 1978).
- 1933: José Rafael Núñez Tenorio, filósofo venezolano (f. 1998).
- 1935: Armando Manzanero, cantante y compositor mexicano (f. 2020).
- 1937: Thad Cochran, político estadounidense (f. 2019).
- 1941: Heleno (cantante), fue un cantante y compositor argentino. (f. 2024).
- 1942: Rudy Márquez, fue un cantante y compositor venezolano. (f. 2024).
- 1942: Harry Chapin, cantante y compositor estadounidense (f. 1981).
- 1942: Elena Highton de Nolasco, jueza argentina
- 1942: Gogó Rojo, actriz y vedette argentina (f. 2021).
- 1945: Marion Rung, cantante finlandesa.
- 1947: Johnny Bench, beisbolista estadounidense.
- 1947: Fernando Niembro, periodista deportivo argentino.
- 1948: Francisco Algora, actor español (f. 2016).
- 1948: Stefano Rosso, cantautor italiano (f. 2008).
- 1949: Tom Waits, cantante estadounidense.
- 1949: Gustavo Yankelevich, productor de televisión argentino.
- 1952: Georges Corraface, actor griego.
- 1954: Bertín Osborne, cantante y presentador español.
- 1955: Priscilla Barnes, actriz estadounidense.
- 1955: Amparo Carballo Blanco, escritora española.
- 1956: Larry Bird, exjugador y entrenador de baloncesto estadounidense.
- 1956: Iveta Radičová, política checoslovaca, Primera ministra de Eslovaquia entre 2010 y 2012.
- 1958: Rick Rude, luchador estadounidense (f. 1999).
- 1960: Juan Carlos Mascheroni, cantante argentino de cumbia santafesina (f. 2019).
- 1961: Alejandro Awada, actor argentino.
- 1961: Xavier Soto, político español (f. 1995).
- 1962: Grecia Colmenares, actriz venezolana.
- 1963: Eduardo de la Puente, locutor argentino.
- 1964: Patrick Fabian, actor estadounidense.
- 1965: Colin Hendry, futbolista británico.
- 1965: Jeffrey Wright, actor y cineasta estadounidense.
- 1966: Gem Archer, músico británico, de la banda Oasis.
- 1966: Lucía Etxebarria, escritora española.
- 1966: C. Thomas Howell, actor estadounidense.
- 1967: Arcelia Ramírez, actriz mexicana.
- 1969: Jorge Ibáñez, diseñador argentino (f. 2014).
- 1969: Patrice O’Neal, comediante y actor estadounidense (f. 2011).
- 1970: Flabio Torres, entrenador colombiano de fútbol.
- 1971: Vladímir Akopián, ajedrecista armenio.
- 1971: Chasey Lain, actriz estadounidense.
- 1972: Hermann Maier, esquiador austriaco.
- 1972: Tammy Lynn Sytch, luchadora estadounidense.
- 1973: Terrell Owens, jugador estadounidense de fútbol americano.
- 1973: Fabien Pelous, jugador francés de rugby.
- 1973: Damien Rice, músico irlandés.
- 1974: Francisco Tapia Robles, locutor de radio chileno.
- 1974: Nicole Appleton, cantante y actriz canadiense.
- 1974: Manuel Martínez Gutiérrez, atleta español.
- 1975: Géraldine Zivic, actriz colombiana.
- 1975: Frankie J, cantante mexicano de origen estadounidense, exmiembro de los Kumbia Kings.
- 1976: Martina Klein, modelo, presentadora de televisión y humorista argentina.
- 1976: Andrea López, actriz colombiana.
- 1976: Sergio Marcos Gustafson, director, guionista y productor de cine y televisión paraguayo.
- 1977: Dominic Howard, baterista británico, de la banda Muse.
- 1977: Roma Zver, cantante ruso, vocalista de la banda Zveri.
- 1977: Carmen Becerra, actriz mexicana.
- 1977: Ahmed al-Nami, terrorista saudí que participó en el 11S (f. 2001).
- 1978: Shiri Appleby, actriz estadounidense.
- 1978: Kon Artis, rapero estadounidense, de la banda D12.
- 1978: David Canal, atleta español.
- 1978:  Kristofer Hivju, actor noruego.
- 1979: Sara Bareilles, cantante, compositora y pianista estadounidense.
- 1979: Jennifer Carpenter, actriz estadounidense.
- 1979: Lampros Choutos, futbolista griego.
- 1979: Vicente Sánchez, futbolista uruguayo.
- 1980: John Terry, futbolista británico.
- 1981: Javier Ríos, actor español.
- 1981: Martin Tomczyk, piloto de automovilismo alemán.
- 1982: Jack Huston, actor británico.
- 1983: Kalen Chase, músico estadounidense.
- 1983: Darío Gandín, futbolista argentino.
- 1984: Aaron Gray, baloncestista estadounidense.
- 1984: Robert Kubica, piloto de automovilismo polaco.
- 1985: Jon Moxley, luchador estadounidense.
- 1985: Ernesto Monsalve, director de orquesta y compositor español.
- 1986: Jakov Milatović, político montenegrino. Presidente de Montenegro desde 2023.
- 1987: Aaron Carter, cantante y actor estadounidense (f. 2022).
- 1988: Nathan Adrian, nadador estadounidense.
- 1988: Emily Browning, actriz australiana.
- 1988: Andrew Goudelock, baloncestista estadounidense.
- 1989: Nicholas Hoult, actor británico.
- 1990: David Goffin, tenista belga.
- 1990: Yasiel Puig, beisbolista cubano.
- 1990: Urszula Radwanska, tenista polaca.
- 1993: Jasmine Villegas, actriz estadounidense.
- 1994: Yuzuru Hanyū, patinador japonés.
- 1995: Santi Mina, futbolista español.
- 1995: Enzo Díaz, futbolista argentino.
- 1996: Raivis Jurkovskis, futbolista letón.
- 2001: Quevedo, cantante español.
- 2003: Catalina Amalia de Orange, princesa neerlandesa.

## Fallecimientos
- 43 a. C.: Marco Tulio Cicerón, filósofo y estadista romano (n. 106 a. C.).
- 283: Eutiquiano, papa católico entre el 275 y el 283 (n. ¿?).
- 983: Otón II, rey alemán entre 961 y 983 (n. 955).
- 1254: Inocencio IV, papa italiano (n. c. 1185).
- 1562: Adrián Willaert, compositor neerlandés (n. 1490).
- 1583: Nurbanu Sultan, esposa del sultán otomano Selim II y madre del sultán Murad III (n. 1525).
- 1723: Jan Santini Aichel, arquitecto bohemio (n. 1677).
- 1772: Martín Sarmiento, escritor y erudito benedictino español (n. 1695).
- 1793: Joseph Bara, soldado revolucionario francés (n. 1779).
- 1815: Michel Ney, mariscal francés (n. 1769).
- 1817: William Bligh, admirante y gobernante británico (n. 1745).
- 1829: Isidro González Velázquez, arquitecto español (n. 1765).
- 1847: Francisco Manuel Sánchez de Tagle, poeta mexicano (n. 1782).
- 1874: Pedro Timote, militar argentino (n. 1836).
- 1874: Constantin von Tischendorf, erudito alemán (n. 1815).
- 1879: Jón Sigurðsson, líder independentista islandés (n. 1811).
- 1894: Ferdinand de Lesseps, diplomático y empresario francés; codesarrolló el canal de Suez (n. 1805).
- 1896: Luis Ricardo Falero, pintor, inventor e ingeniero español (n. 1851).
- 1896: Francisco Gómez Toro, militar cubano (n. 1876).
- 1896: Antonio Maceo y Grajales, militar cubano (n. 1845).
- 1899: Juan Luna y Novicio, pintor filipino (n. 1857).
- 1901: Lucio Meléndez, médico psiquiatra argentino (n. 1844).
- 1902: Thomas Nast, caricaturista estadounidense de origen alemán (n. 1840).
- 1905: Anton Goering, pintor y zoólogo alemán (n. 1836).
- 1906: Élie Ducommun, escritor y editor suizo, premio Nobel de la Paz en 1902 (n. 1833).
- 1912: George Darwin, matemático británico (n. 1845).
- 1917: Ludwig Minkus, violinista y compositor austriaco (n. 1826).
- 1922: Teófilo Castillo Guas, pintor peruano (n. 1857).
- 1929: Charles Jacobus, atleta estadounidense (n. 1859).
- 1930: Jesús Flores Magón, abogado, político periodista y activista mexicano (n. 1871).
- 1938: Anna Marie Hahn, asesina germano-estadounidense (n. 1906).
- 1941: Lluís Millet, compositor y director de coro español (n. 1867).
- 1942: Manuel García Morente, sacerdote, filósofo y teólogo español (n. 1886).
- 1947: Nicholas Murray Butler, pedagogo y filósofo estadounidense, premio Nobel de la Paz en 1931 (n. 1862).
- 1954: Federico Díaz Dulanto, marino y político peruano (n. 1888).
- 1960: Clara Haskil, pianista suiza de origen rumano (n. 1895).
- 1960: Walter Noddack, químico alemán (n. 1893).
- 1970: Rube Goldberg, ilustrador e historietista estadounidense (n. 1883).
- 1975: Thornton Wilder, novelista y dramaturgo estadounidense (n. 1897).
- 1977: Peter Goldmark, ingeniero estadounidense de origen húngaro (n. 1906).
- 1978: Alexander Wetmore, ornitólogo estadounidense (n. 1886).
- 1979: Cecilia Payne, astrofísica británica-estadounidense (n. 1900).
- 1982: Will Lee, actor estadounidense (n. 1908).
- 1982: José María Valiente, político carlista español (n. 1900).
- 1983: Fanny Cano, actriz mexicana (n. 1944).
- 1985: Robert Graves, erudito, escritor y poeta británico (n. 1895).
- 1990: Reinaldo Arenas, poeta cubano (n. 1943).
- 1990: Joan Bennett, actriz estadounidense (n. 1910).
- 1993: Félix Houphouët-Boigny, presidente marfileño entre 1960 y 1993 (n. 1905).
- 1993: Wolfgang Paul, físico alemán, premio Nobel de Física (n. 1913).
- 1995: Stella Inda, actriz y escritora mexicana (n. 1917).
- 1996: José Donoso, escritor chileno (n. 1924).
- 1997: Félix Candela, arquitecto e ingeniero español (n. 1910).
- 1998: John Addison, compositor británico de música para cine (n. 1920).
- 1998: Carlos Oviedo Cavada, cardenal chileno (n. 1927).
- 1998: Martin Rodbell, biólogo estadounidense, premio Nobel de Medicina en 1994 (n. 1925)
- 2001: Pauline Moore, actriz estadounidense (n. 1914).
- 2003: Raúl Vale, actor y cantante venezolano (n. 1944).
- 2004: María Rosa Gallo, actriz argentina (n. 1921).
- 2006: Jeane Kirkpatrick, diplomática estadounidense (n. 1926).
- 2006: Jay McShann, cantante y pianista estadounidense (n. 1910).
- 2008: Marky Cielo, actor y bailarín filipino (n. 1988).
- 2009: Mark Ritts (63), actor estadounidense (n. 1946).[1]
- 2010: Kari Tapio, cantante finlandés (n. 1945).[2]
- 2010: Federico Vairo, futbolista argentino (n. 1930).[3]
- 2011: Dora Ferreiro, actriz argentina (n. 1916).
- 2011: Harry Morgan, actor estadounidense (n. 1915).
- 2011: Jerry Robinson, artista cómico, cocreador del villano Joker de (DC Comics), (n. 1922).
- 2012: José Amorín (66), guerrillero montonero, cuentista (Montoneros: la buena historia) y médico argentino (n. 1946).
- 2012: Gilbert Durand, académico francés (n. 1921).[4]
- 2016: Greg Lake, músico británico (n. 1947), de la banda Emerson, Lake and Palmer.
- 2018: Belisario Betancur, abogado, escritor y político colombiano, presidente de Colombia entre 1982 y 1986 (n. 1923).
- 2020: Joselyn Cano, celebridad de internet y modelo estadounidense (n. 1990).
- 2020: Chuck Yeager, militar y piloto de pruebas estadounidense (n. 1923).
- 2021: Mustafa Ben Halim, diplomático y político libio (n. 1921).
- 2021: Steve Bronski, músico y compositor británico (n. 1960).
- 2021: Greg Tate, escritor, músico y productor estadounidense (n. 1957).
- 2022: Félix Greco, actor y coreógrafo mexicano (n. 1951).
- 2023: Ramón Ayala, cantautor folclórico, escritor, poeta y pintor argentino (n. 1927).[5]

## Celebraciones

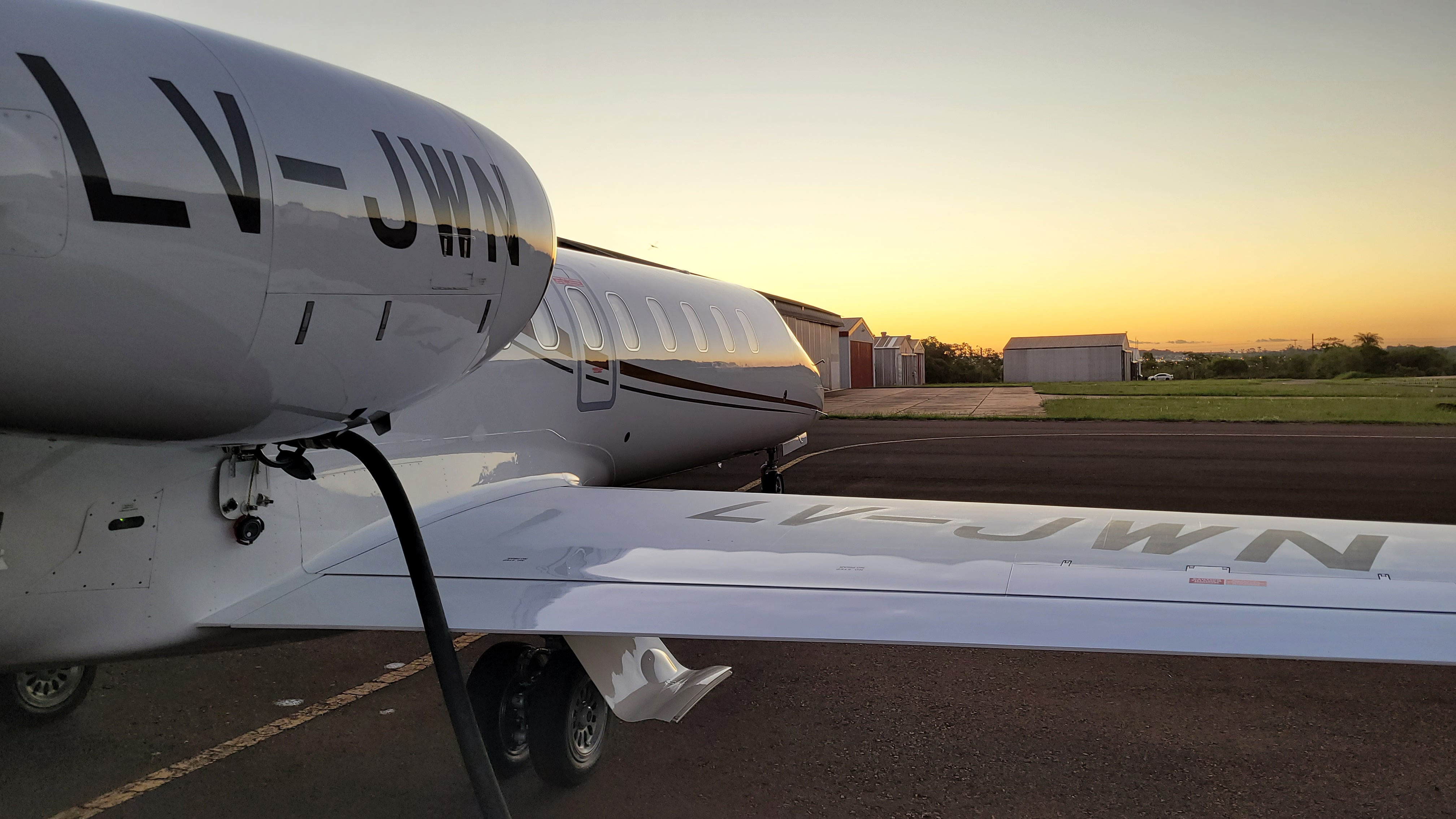
Día de la Aviación Civil Internacional.

- Día de la Aviación Civil Internacional.[6]El propósito es ayudar a generar y reforzar la conciencia mundial sobre la importancia de la aviación civil internacional para el desarrollo social y económico de los Estados y del papel único de la OACI (Organización de Aviación Civil Internacional) para ayudar a los mismos a cooperar y realizar una rápida red de tránsito verdaderamente global al servicio de toda la humanidad.

- Día del Orgullo Barroco.[7]Jornada dedicada al arte barroco que se celebra cada 7 de diciembre desde el año 2017. Se eligió esta fecha por un grupo de cuentas de Arte de Twitter, por ser el aniversario de nacimiento de Gian Lorenzo Bernini.

 Por países
(Por orden alfabético)
- Argentina: 
  - Día del Agente Bursátil. En conmemoración de la primera hoja de operaciones de la Bolsa de Comercio de Buenos Aires, realizada en 1854.
  - Día del Distribuidor Mayorista. Con el objetivo de proteger la actividad, proponer alternativas de crecimiento y profesionalizar el sector, para que se recupere fuertemente en ventas.

- Austria: 
  - Krampus.

- Colombia: 
  - Día de las Velitas.

- Estados Unidos: 
  - Día del Recuerdo Nacional del Ataque a Pearl Harbor.
(en inglés: National Pearl Harbor Remembrance Day).
  - Día del Algodón de Azúcar.
(en inglés: National Cotton Candy Day).

- Guatemala:
  - Quema del diablo.
  - Día Nacional del Locutor.

### Santoral católico

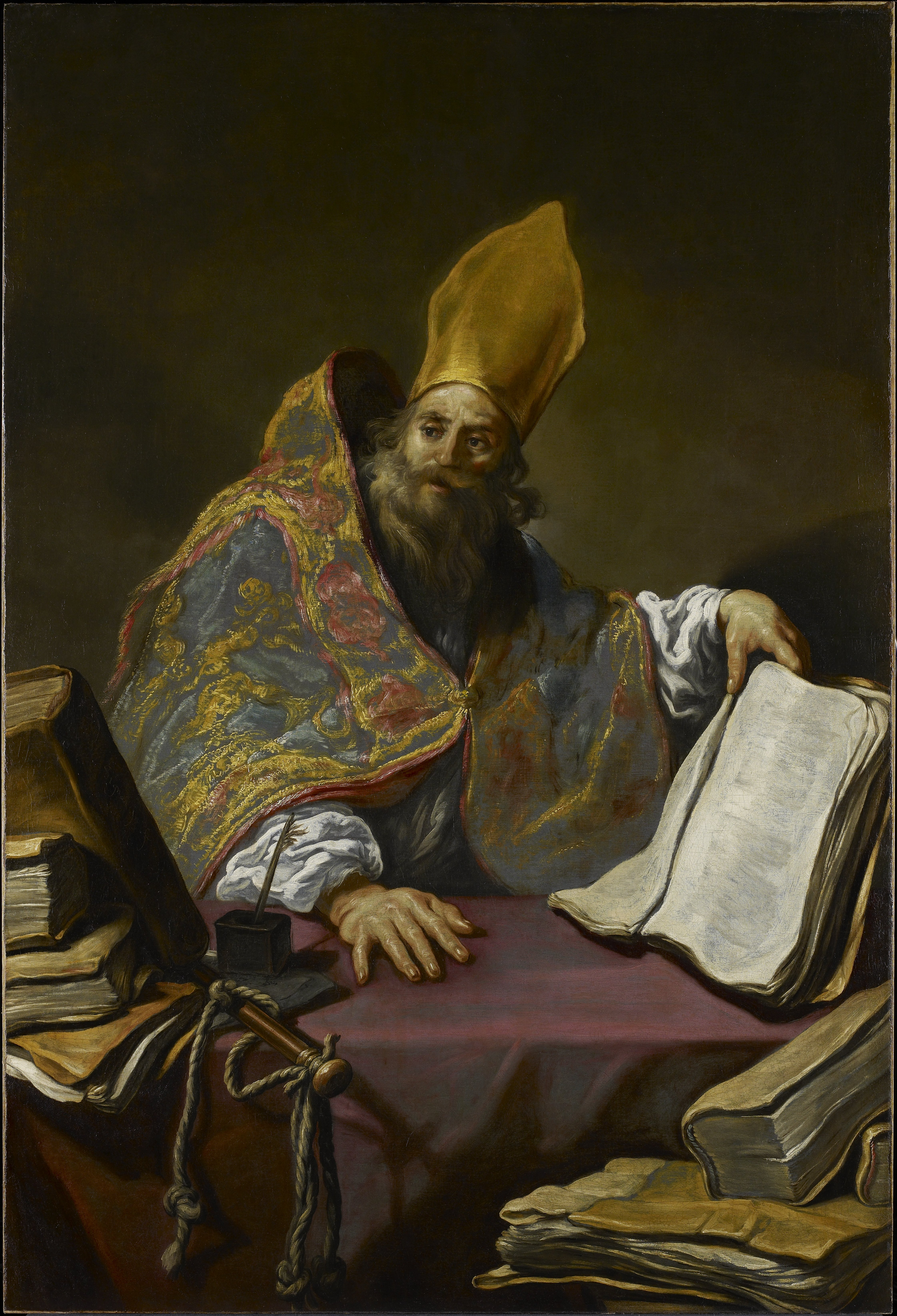
San Ambrosio, óleo sobre tela de Claude Vignon (hacia 1623 o 1625).

- San Ambrosio de Milán, obispo y doctor de la Iglesia (397).[8](imagen ilustrativa)
- San Sabino de Spoleto, obispo y mártir (c. 300).[8]
- San Antenodoro de Siria, mártir (c. 304).[8]
- San Urbano de Teano, obispo (s. IV).[8]
- San Juan Hesicasta (558).[8]
- San Martín de Sanjon, presbítero y abad (s. VI).[8]
- Santa Fara de Faramoutiers, abadesa (657).[8]
- San Carlos Garnier, presbítero y mártir (1649).[8]
- Santa María Josefa Rossello, virgen (1880).[8]

 Por países
(Por orden alfabético)
- Nicaragua:
  - León: La gritería a la Inmaculada Concepción de María.

- España:
  - Jarandilla de la Vera: Fiesta de Los Escobazos (Fiesta de Interés Turístico Regional).
  - Yecla: Día de la Alborada, romería de la Virgen del Castillo.
  - Vacarisas: fiesta local.
  - Torrejoncillo: Fiesta de "La Encamisá" (Interés turístico nacional).
  - Horcajo de Santiago: A la Inmaculada Concepción (El Vitor).